# Дагдаган
Дагдаган (азерб. Dağdağan) — село в Харовском сельском административно-территориальном округе Ходжалинского района Азербайджана.

## География
Село Дагдаган входит в состав Харовского сельского административно-территориального округа Ходжалинского района, при этом в состав этого сельского административно-территориального округа входит также и село Харов, которое является центром этого сельского административно-территориального округа.
Село расположено в 12 км к юго-востоку от районного центра — города Ходжалы, в северо-восточных подножиях Карабахского хребта на высоте 1310 м.

## История
В советский период на 1 января 1977 года село входило в состав Гаровского сельсовета Степанакертского района Нагорно-Карабахской автономной области (НКАО) Азербайджанской ССР. Указом Президиума Верховного Совета Азербайджанской ССР от 15 мая 1978 года было постановлено утвердить решение исполнительного комитета областного Совета народных депутатов Нагорно-Карабахской автономной области о переносе центра Степанакертского района из города Степанакерт (ныне Ханкенди) в рабочий посёлок Аскеран и переименовании Степанакертского района в Аскеранский район. В результате это село оказалось в составе Аскеранского района НКАО Азербайджанской ССР.
2 сентября 1991 года на совместной сессии Нагорно-Карабахского областного и Шаумяновского районного Советов народных депутатов была принята Декларация о провозглашении Нагорно-Карабахской Республики в границах Нагорно-Карабахской автономной области (НКАО) и сопредельного Шаумяновского района Азербайджанской ССР.
26 ноября 1991 года Верховный Совет Азербайджанский Республики принял Закон «Об упразднении Нагорно-Карабахской автономной области Азербайджанской Республики». В этом Законе было постановлено помимо упразднения Нагорно-Карабахской Автономной Области (НКАО), в том числе также и упразднение Аскеранского района, образование Ходжалинского района с центром в городе Ходжалы и передача территории упразднённого Аскеранского района в состав Ходжалинского района. В настоящее время село Дагдаган входит в состав Харовского сельского административно-территориального округа Ходжалинского района Азербайджана.
В ходе Карабахского конфликта село в феврале 1992 года было занято армянскими вооружёнными формированиями и попало под контроль непризнанной Нагорно-Карабахской Республики (НКР), согласно административно-территориальному делению которой входило в состав Аскеранского района НКР и называлось Красный.
Согласно Трёхстороннему Заявлению в ночь с 9 по 10 ноября 2020 года, подписанному по итогам Второй Карабахской войны, село перешло под контроль Российских миротворческих сил.
В результате боевых действий в сентябре 2023 года Азербайджан восстановил свой контроль над селом.
21 декабря 2023 года президент Азербайджана Ильхам Алиев посетил село Дагдаган.

## Население
По состоянию на 1 января 1933 года в селе проживало 500 человек (96 хозяйств), все — армяне.

## Экономика
В доконфликтный период население села занималось земледелием и животноводством. В селе были восьмилетняя школа, детский сад, клуб, библиотека, медицинский пункт.

## Галерея

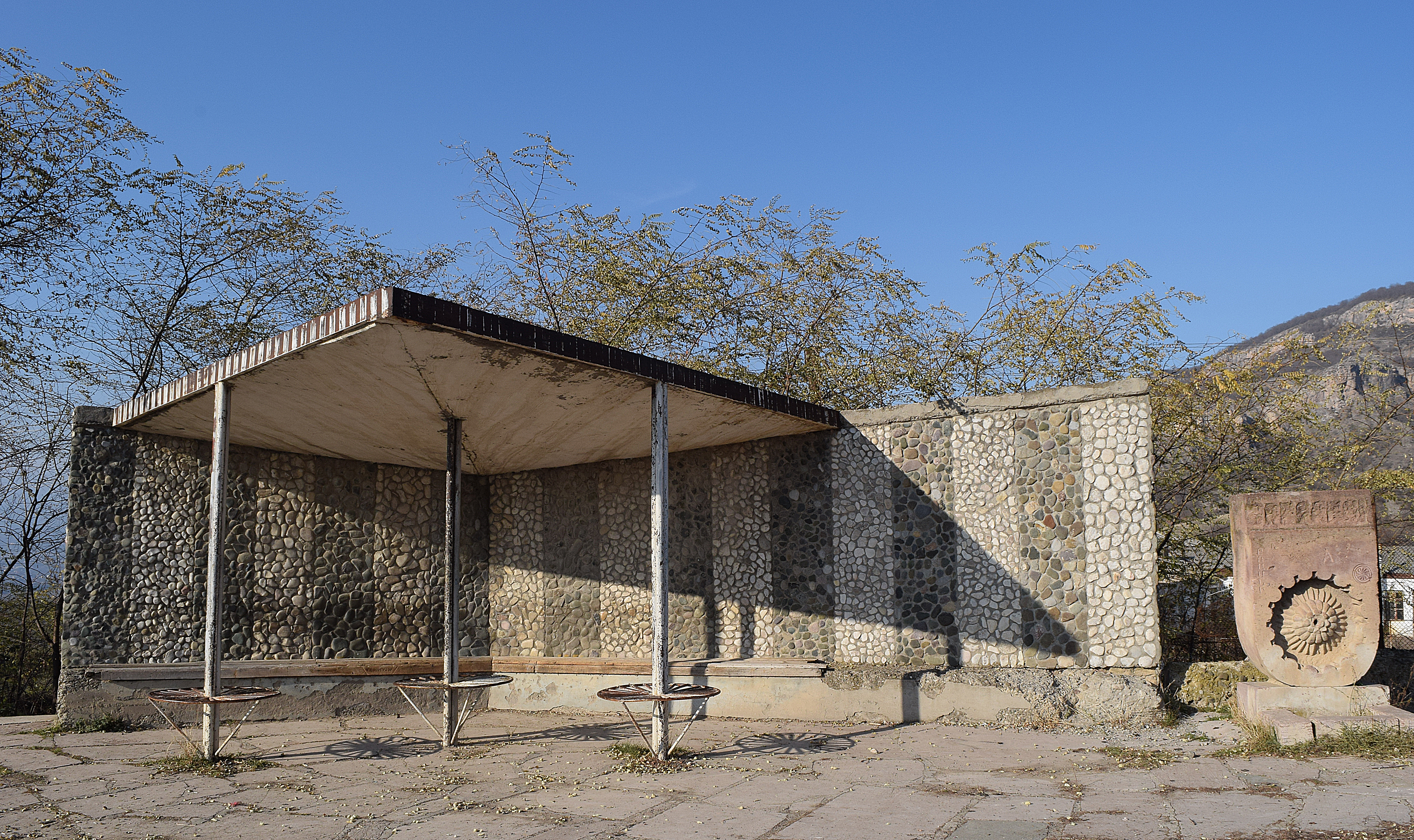
Остановка транспорта
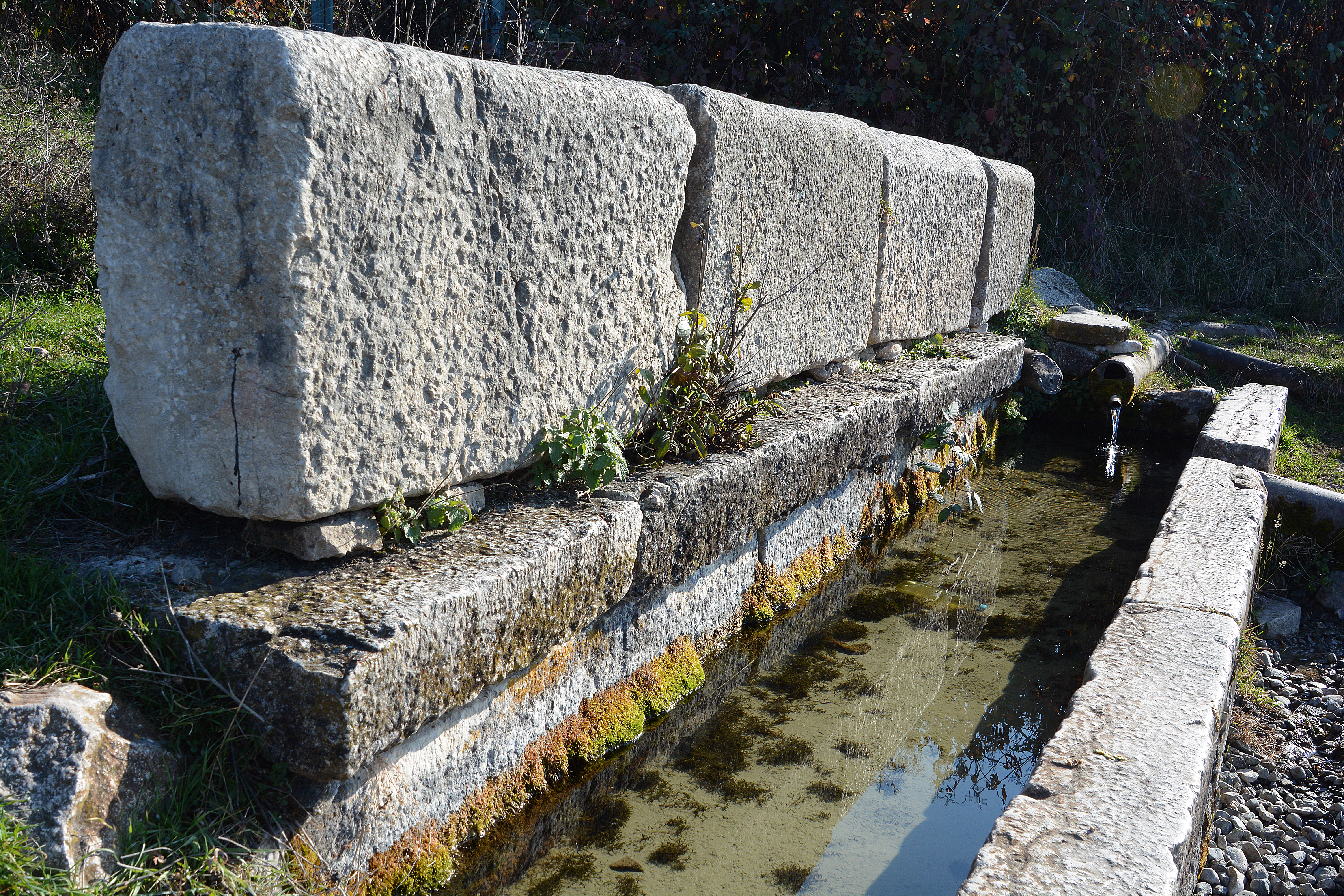
Родник 1905 г.
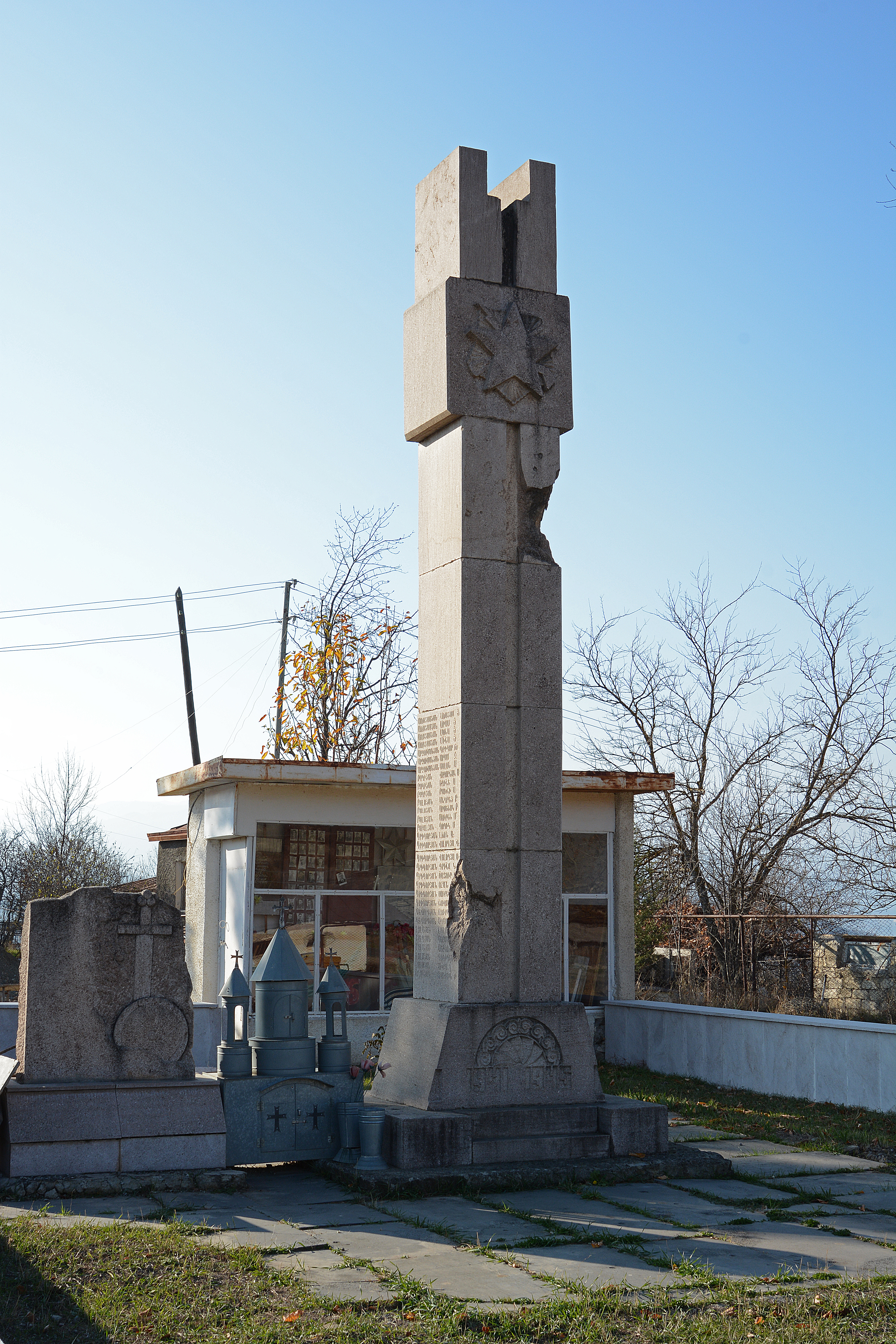
Памятник погибшим в Великой Отечественной войне
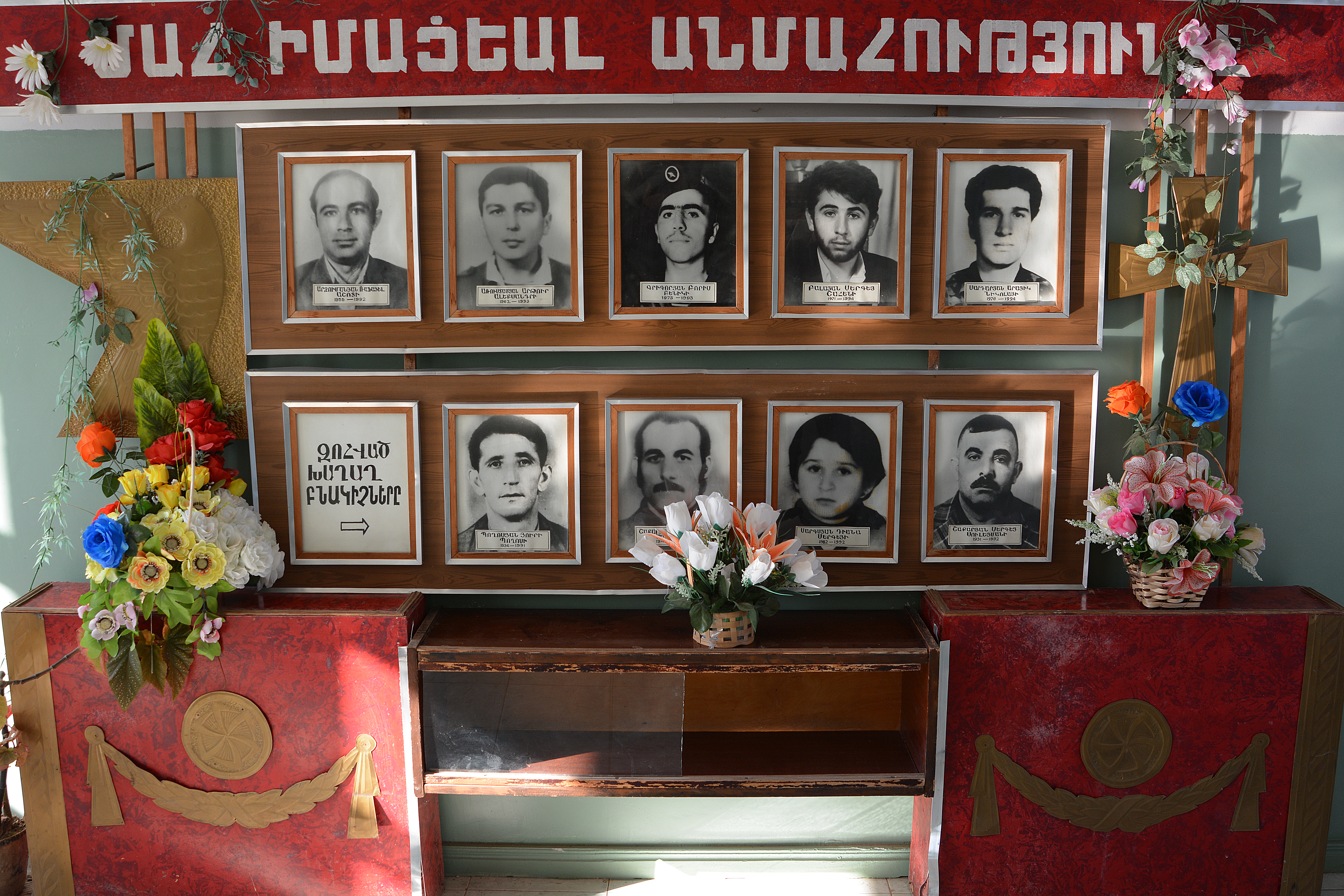
Погибшие во время Карабахской войны сельчане
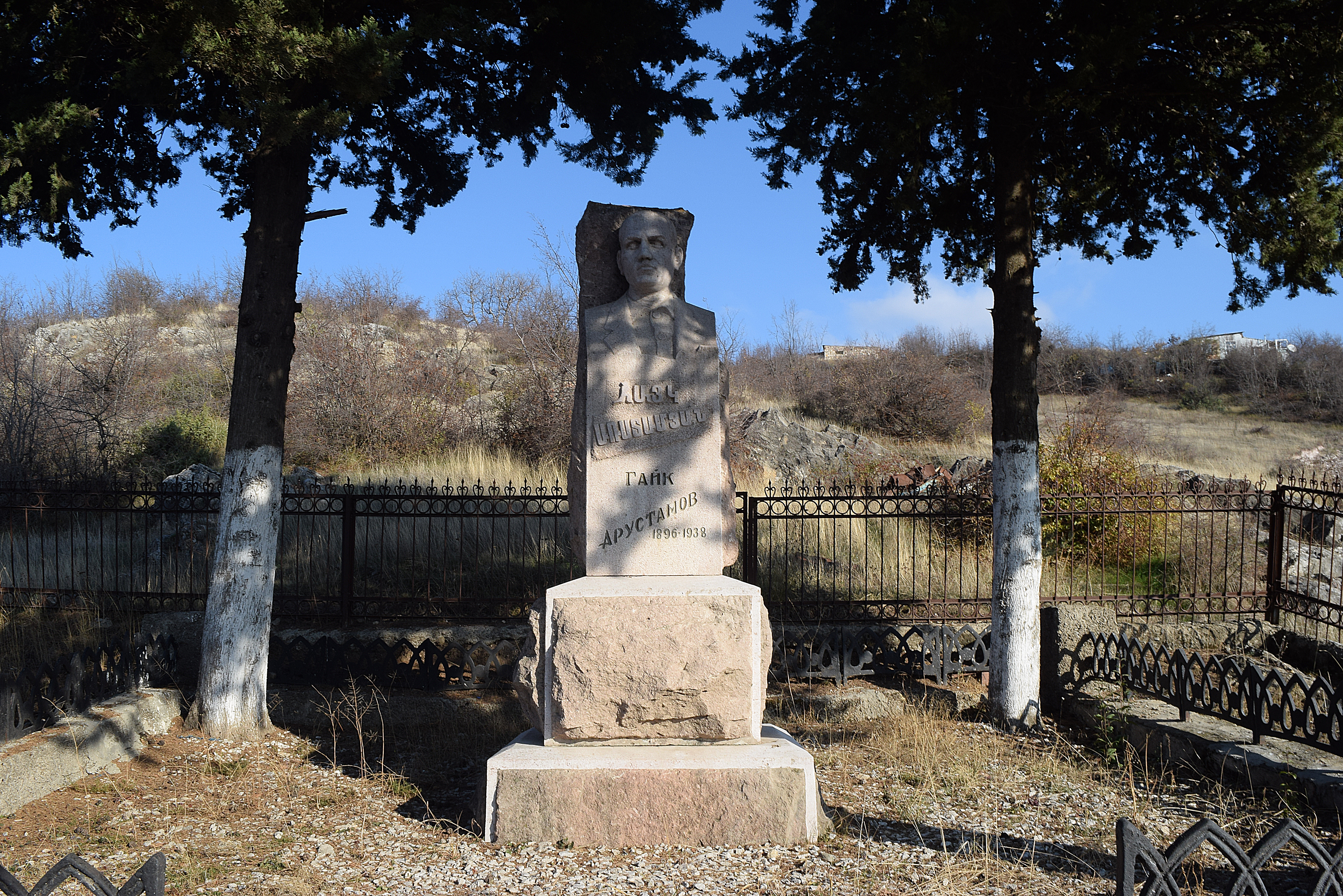
Памятник Хайку Арустамову